# Mediengruppe Telekommander

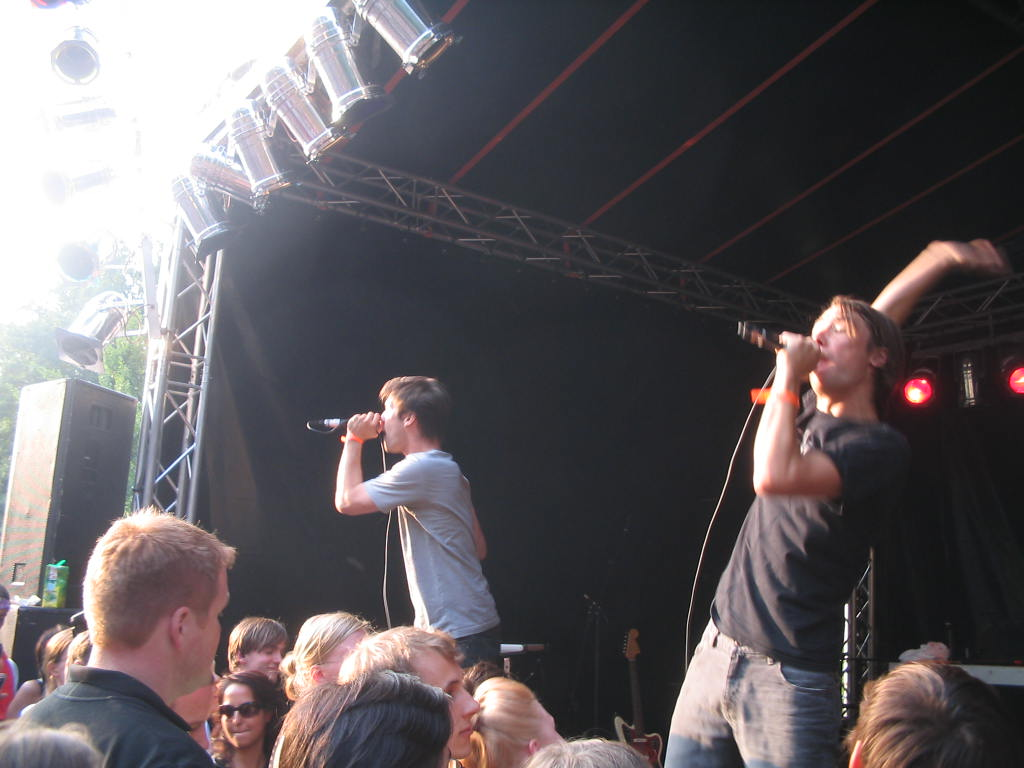
Mediengruppe Telekommander auf dem Juicy Beats Festival 2006 in Dortmund am 29. Juli 2006

Die Mediengruppe Telekommander war ein 2001 gegründetes Musikerduo, bestehend aus Florian Zwietnig und Gerald Mandl.
Ihre Musik war eine Mischung aus Electropunk, Indie-Rock und Hip-Hop mit oft gesellschaftskritischen Texten. Im Februar 2012 spielten sie ihr Abschiedskonzert in Berlin.

## Bandmitglieder

### Florian Zwietnig
Florian Zwietnig, Jahrgang 1974, wurde in München geboren, ist in Germering bei München aufgewachsen und studierte später Psychologie. Anfang der 1990er Jahre spielte er in der Germeringer Avantgarde-Band Projekt Paul zusammen mit Peter Brugger von der Rockgruppe Sportfreunde Stiller. Bis Ende 2002 arbeitete er noch als Konzepter und Usability-Berater in einer Internet-Agentur. Musikalisch ist er für Gitarre und Gesang des Duos verantwortlich.

### Gerald Mandl
Gerald Mandl wurde in Österreich geboren und wuchs in Hallein im Bundesland Salzburg auf. Nachdem er ein Kommunikations- und Literaturwissenschaftsstudium abgebrochen hatte, besuchte er den Lehrgang am Elektroakustischen Institut in Wien. Er spielt E-Bass und singt.

## Geschichte
Mandl und Zwietnig lernten sich 1998 während einer Zugfahrt von Berlin nach Salzburg kennen und beschlossen, gemeinsam Musik zu machen. Vorerst verbrachten sie einige Zeit gemeinsam in Berlin, doch 2000 leben sie wieder in verschiedenen Städten, der eine in Wien, der andere in Berlin. Es folgen einige Arbeiten neben dem Studium für Kurzfilme und Videoinstallationen.
Es kam zum ersten Mal die Idee der „Mediengruppe Telekommander“ auf, mit dem Ziel verschiedenste Künstler, Konzepte und Techniken einfließen zu lassen. Nach dem großen Erfolg von „Frauen sind besser“ beschlossen sie, weitere Stücke zu produzieren und die Mediengruppe auch als Liveband zu realisieren. Dann folgte eine enge Zusammenarbeit mit dem aus Ladbergen (Tecklenburger Land bei Osnabrück) stammenden und in Hamburg tätigen Produzenten Christian Harder, weiters kümmerte sich Ella Hering um sämtliche grafische Gestaltung, um die Fotos Florian Zwietnigs ehemaliger Schulkamerad Daniel Flaschar. Im Dezember 2002 erschien die erste EP mit fünf Songs auf dem Hamburger Indie-Label Enduro. Nach ersten Live-Auftritten folgte im September 2003 die zweite EP. In dieser Zeit wurden sie durch viele MP3-Downloads und einem No-Budget Video Kommanda, das vor allem durch die Viva-Sendung Fast Forward einem breiteren Publikum nähergebracht wurde, bekannt.
Im November 2003 begannen sie mit der Produktion ihres ersten Albums Die ganze Kraft einer Kultur, das darauf im Mai 2004 bei Mute Records als CD und bei Enduro als Vinyl-Schallplatte erschien. Nach einem Abschlusskonzert im Berliner Palast der Republik nahmen sich Florian und Gerald 2005 eine Auszeit, um zusammen mit Moses Schneider und Ben Lauber sowie Andreas Herbig und Gerhard Potuznik (Mix) am neuen Album Näher am Menschen zu arbeiten, das am 5. Mai 2006 bei Mute erschien. Im selben Jahr nahm die Mediengruppe Telekommander zusammen mit Deichkind mit einem eigenen Wagen an der Loveparade teil.
Im Januar 2009 erschien die Single Endlosrille, im Juni 2009 die Single Einer muss in Führung gehen.
Zum Jahreswechsel 2011/2012 löste sich die Band auf. Im August 2011 erschien das letzte Album Die Elite der Nächstenliebe. Am 29. Oktober 2011 gaben sie ein Abschiedskonzert in Hamburg, am 5. November im Rahmen des „große n8musik“-Festivals in Salzburg. Das Abschiedskonzert in Österreich fand am 21. Januar 2012 in Wien am FM4-Geburtstagsfest statt. Das letzte Konzert wurde am 3. Februar 2012 im Festsaal Kreuzberg in Berlin gegeben.
Am 8. September 2024 erschien das dem Zeitgeist passend getaufte Album ich mach auch was mit KI. Das Album enthält acht moderne Remixe bekannter Songs.

## Diskografie
- Frauen sind besser (erster Track) (2001)
- Erste EP (2002)
- Zweite EP (2003)
- Die ganze Kraft einer Kultur (Debüt-Album) (2004)
- Bis zum Erbrechen schreien (Single) (12" Vinyl) (2004)
- Sprengkörper (Single) (2006)
- Näher am Menschen (2006)
- Mediengruppe Telekommander – Live in München am 23. April 2006 (Bavarian Open Sessions) (2006)
- Endlosrille (Single) (2009)
- Einer muss in Führung gehen (Single) (2009)
- Einer muss in Führung gehen (Album) (2009)
- Deine Schule (Single) (2011)
- Die Elite der Nächstenliebe (Album) (2011)
- Billig (Single) (2011)